# Nécropole de Pantalica
La nécropole de Pantalica est une nécropole de l'Âge du bronze récent située dans la province de Syracuse, en Sicile (Italie). Elle compte plus de 5 000 tombes taillées dans la roche, près de carrières à ciel ouvert. Elle est inscrite sur la liste du Patrimoine mondial de l'Unesco depuis 2005.

## Situation

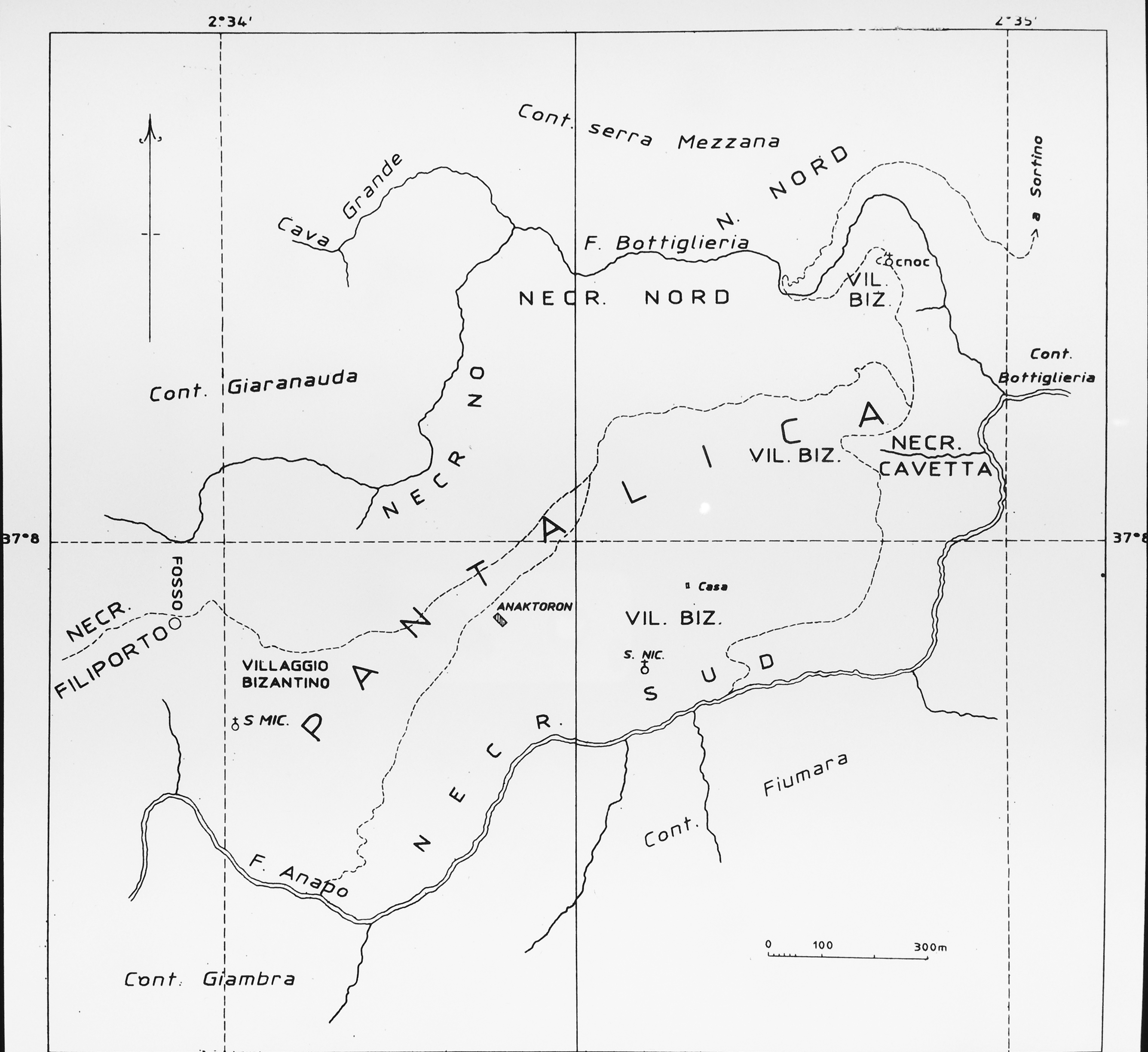
Carte de Pantalica

La nécropole de Pantalica se trouve en Sicile orientale, dans l'arrière-pays de Syracuse. Elle pourrait correspondre à la localisation de la cité d'Hybla Gereatis.
Le site s'étend sur un plateau surplombant de 400 mètres les vallées de l’Anapos, à la jonction du fleuve côtier Anapo et de son affluent, le torrent la Calcinara, formant une protection naturelle.

## Historique
Le site a été fouillé scientifiquement pour la première fois en 1890 puis en 1897 par l'archéologue Paolo Orsi, avec l'accord des propriétaires de l'époque, les frères Nava. Paolo Orsi a identifié quatre zones : au nord-ouest, 600 caveaux ; au nord, 1 500 tombeaux ; au sud et au sud-est, deux secteurs avec moins de sépultures.
D'autres fouilles se sont succédé au siècle suivant. Le site a donné son nom à la culture de Pantalica.

## Chronologie
La plupart des tombes sont datées sur une période allant du XIIIe au VIIe siècle av. J.-C., ce qui correspond à l'Âge du bronze récent. Le site de Pantalica perdure environ cinq siècles, jusqu'à l'époque de la colonisation grecque de Syracuse.

## Description
Les caveaux, de dimensions variables, sont creusés dans une roche relativement tendre, généralement en forme de four elliptique (parfois rectangulaire) et en voute arrondie. Ils sont souvent précédés d'un vestibule et d'un couloir de pierres plantées.
L'Anaktoron de Pantalica (it) est un bâtiment cyclopéen constitué de gros blocs polygonaux de 37,5 × 11,5 cm, avec plusieurs pièces rectangulaires. Il s'agit probablement d'une imitation des palais mycéniens.
« On y a retrouvé les restes d’un palais, construit d’énormes blocs polygonaux et qui n’est pas sans rappeler les demeures des seigneurs achéens : l’ampleur de la construction prouve assurément la force du pouvoir royal. Les cinq nécropoles sont plus impressionnantes encore, avec leurs 5 000 tombes taillées dans le roc, ce qui suppose une population importante sur l’oppidum. Un vase proto-corinthien (fin du VIIIe siècle av. J.-C.) témoigne des rapports avec les colons grecs. »

## Vestiges
Une amphore à étrier a été découverte près du sommet du massif du Lauro, au-dessus de l'agglomération de Pantalica. Parmi les bronzes trouvés dans les plus anciennes tombes de la nécropole de Pantalica, ou d'autres nécropoles contemporaines, plusieurs sont apparentés à des prototypes égéens de la civilisation mycénienne. Des céramiques à stries rouges sont typiques du style Pantalica nord-Caltagirone. Elles caractérisent la phase la plus ancienne de la culture de Pantalica. Elles sont manifestement inspirées de vases mycéniens du même âge.

## Protection
La nécropole de Pantalica a été inscrite sur la liste du Patrimoine mondial de l'Unesco en 2005.

## Galerie

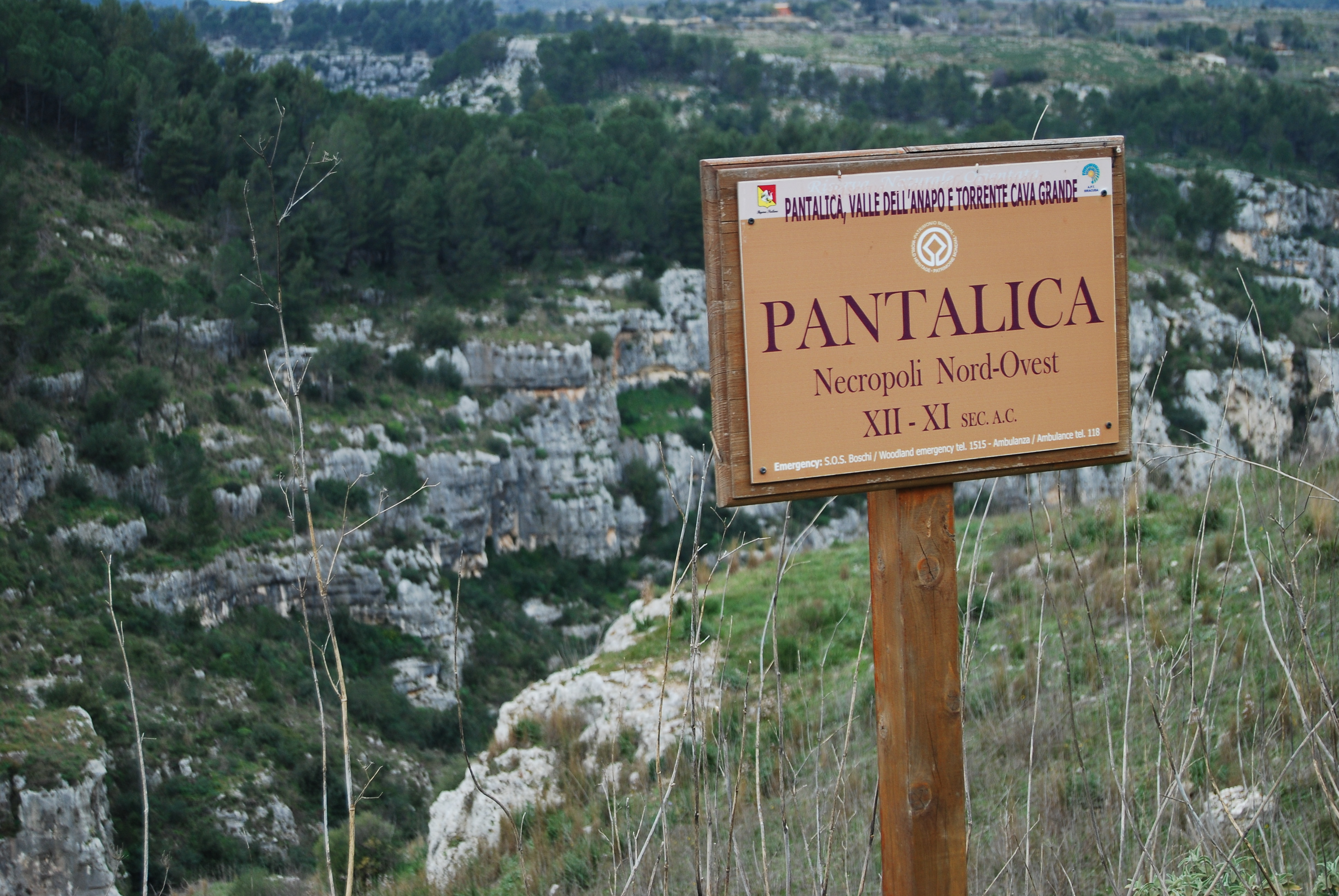
Panneau du site
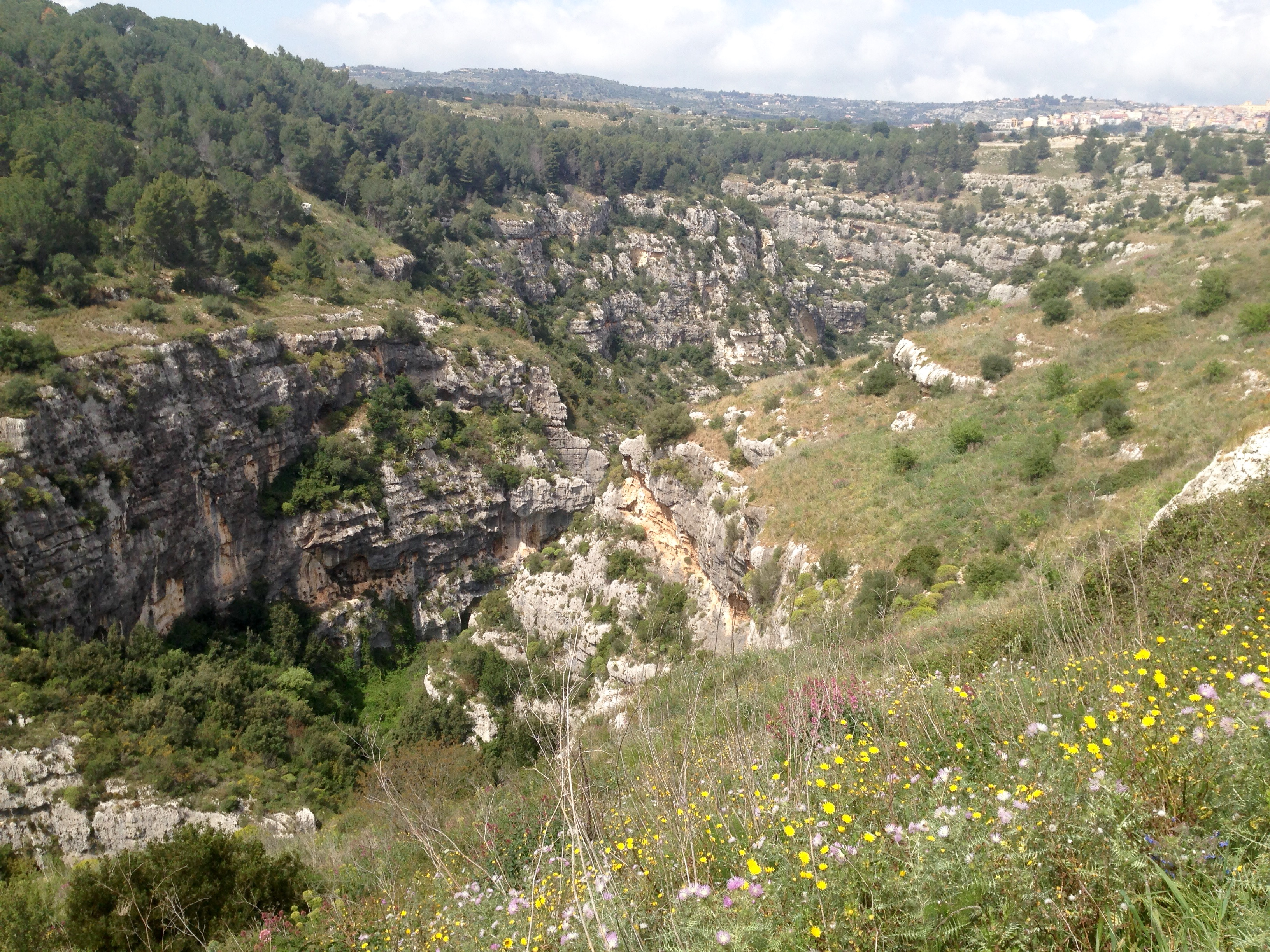
Vallée de Pantalica
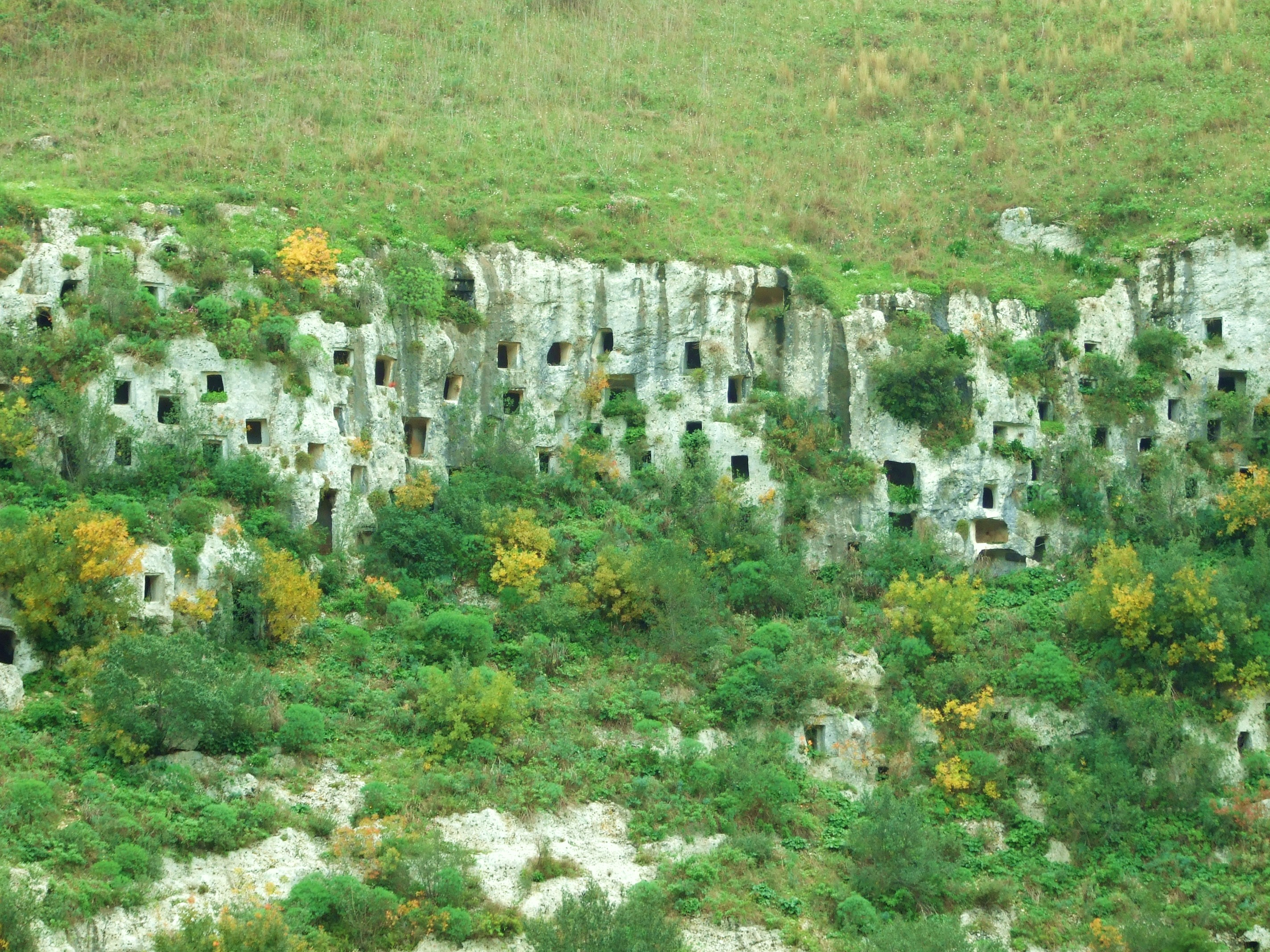
Architecture troglodytique
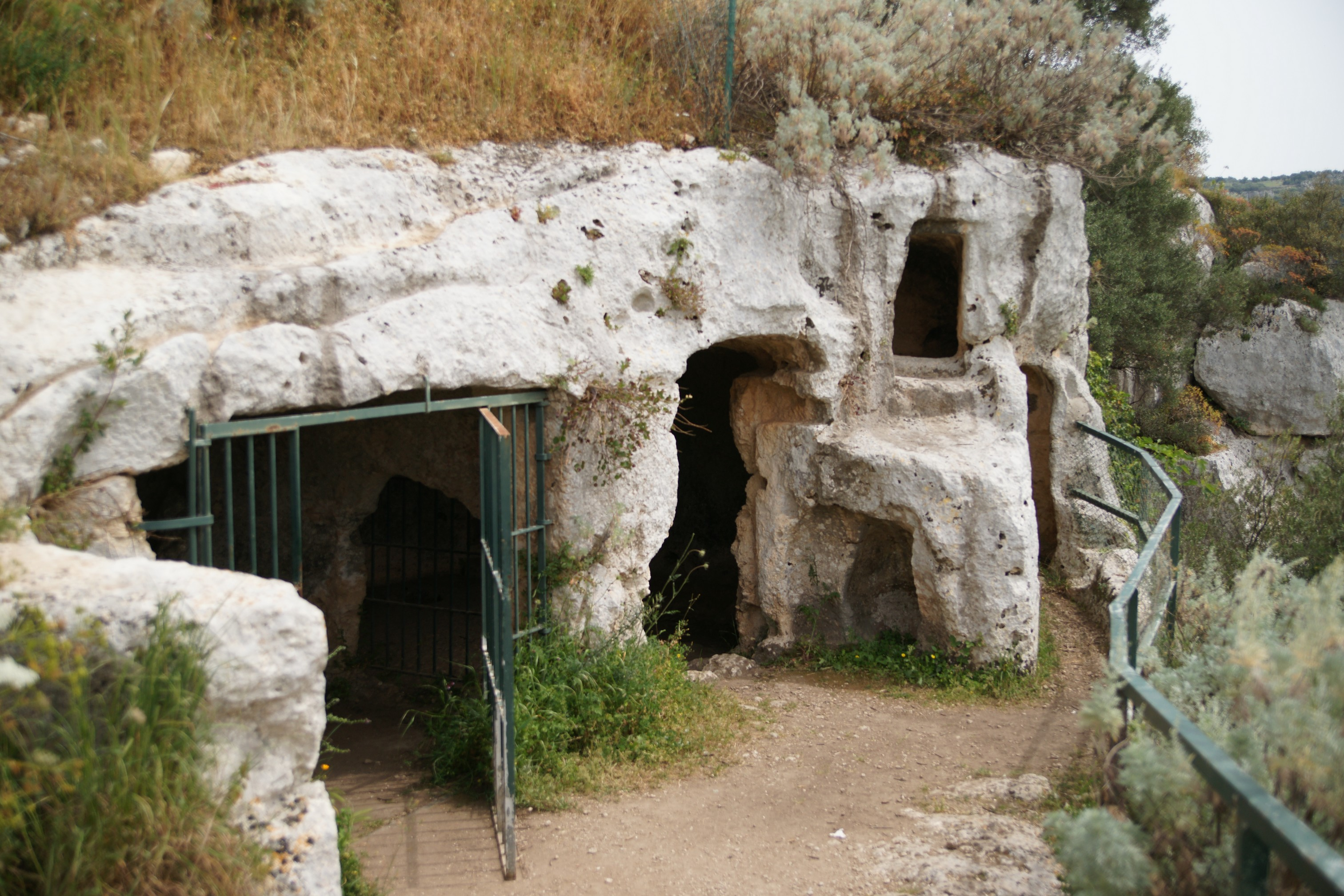
Église San-Miciadoro
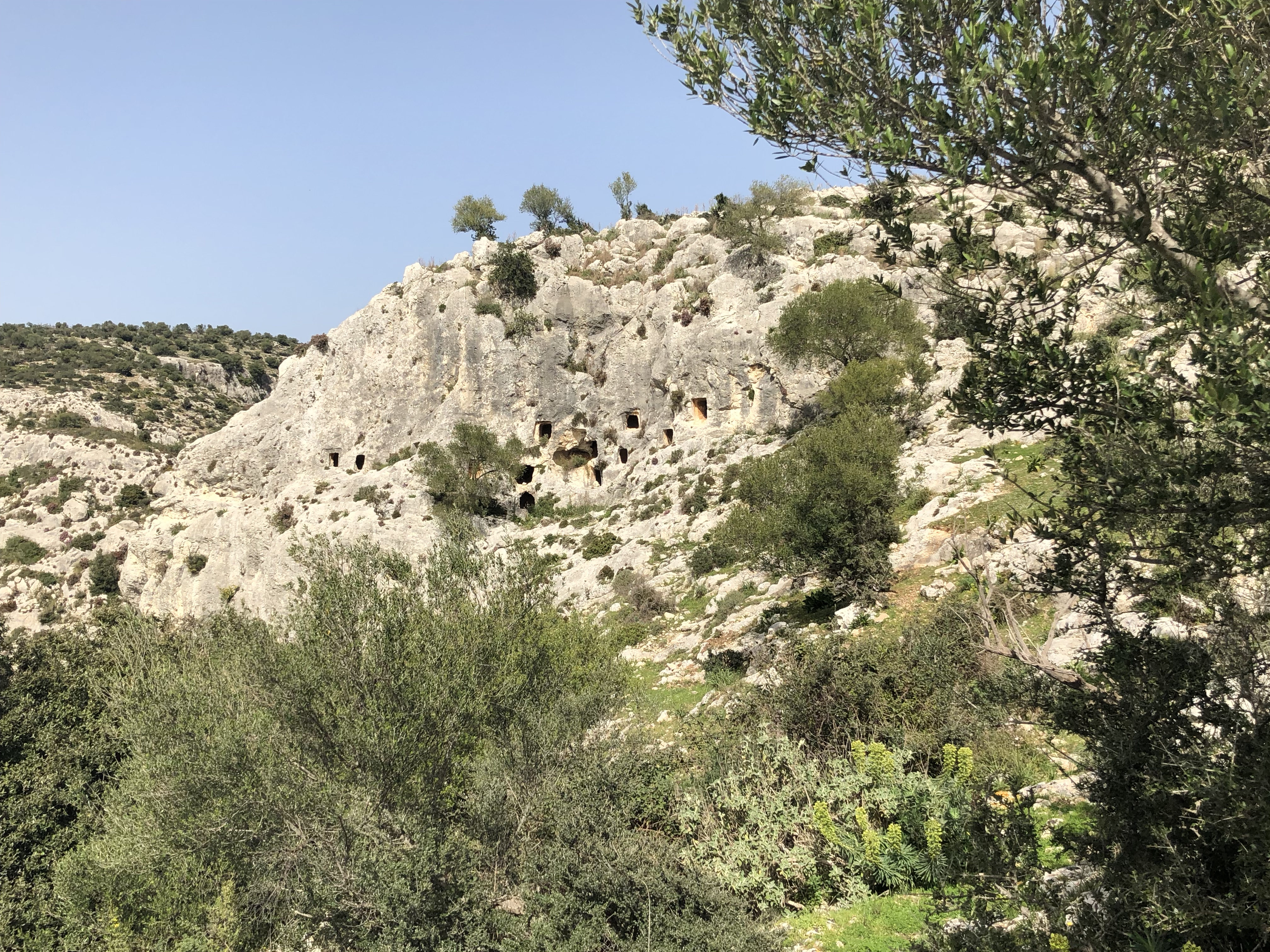
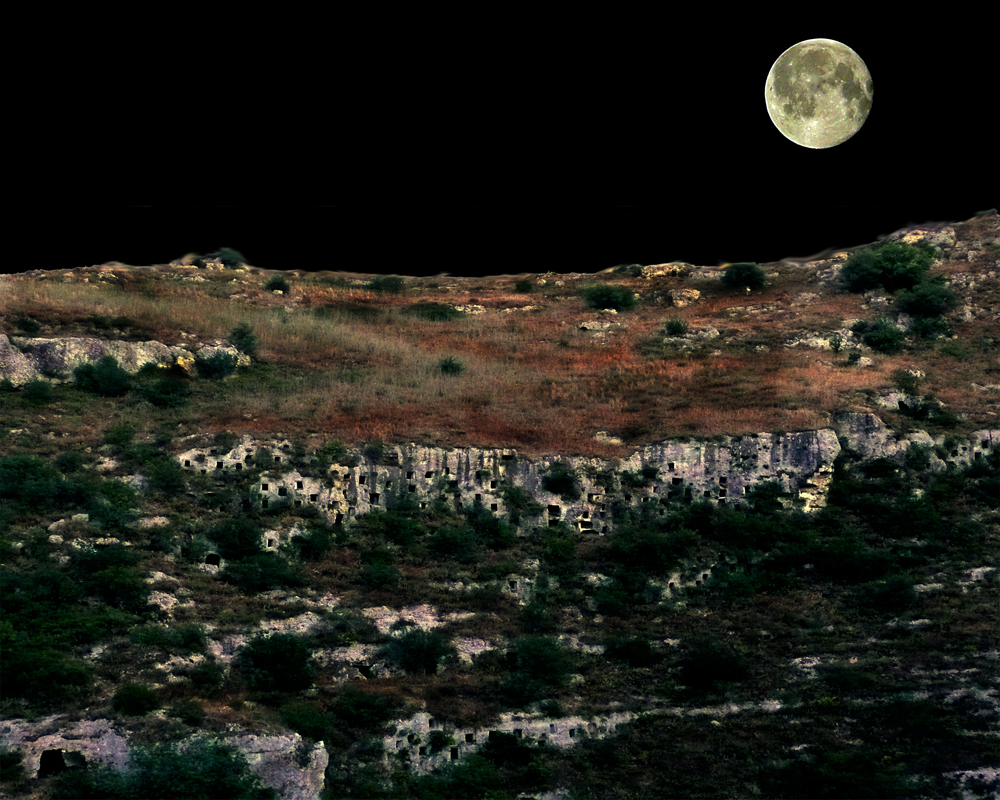
Montage photo par Pietrocolumba
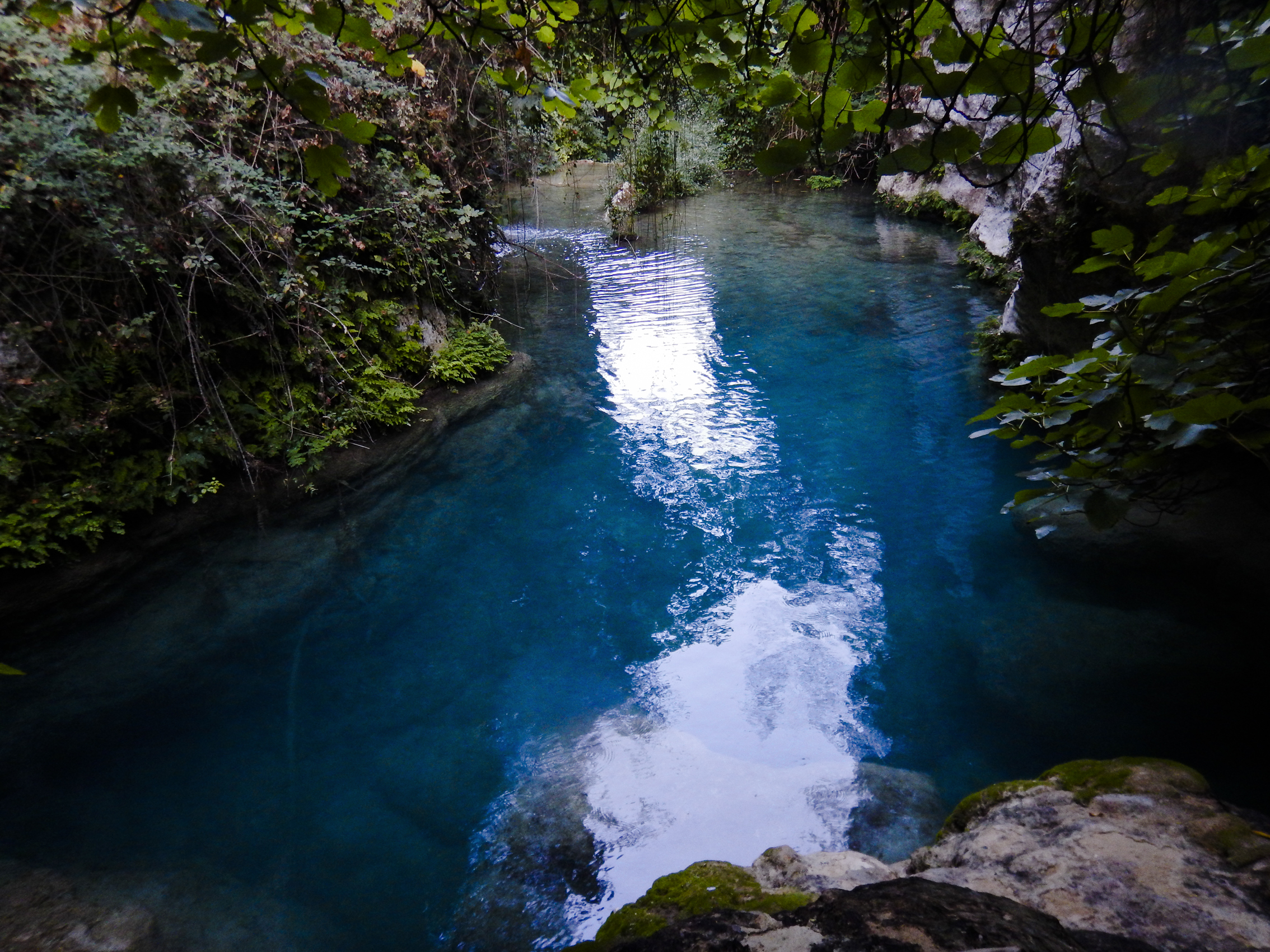
La vasque bleue de la Calcinara
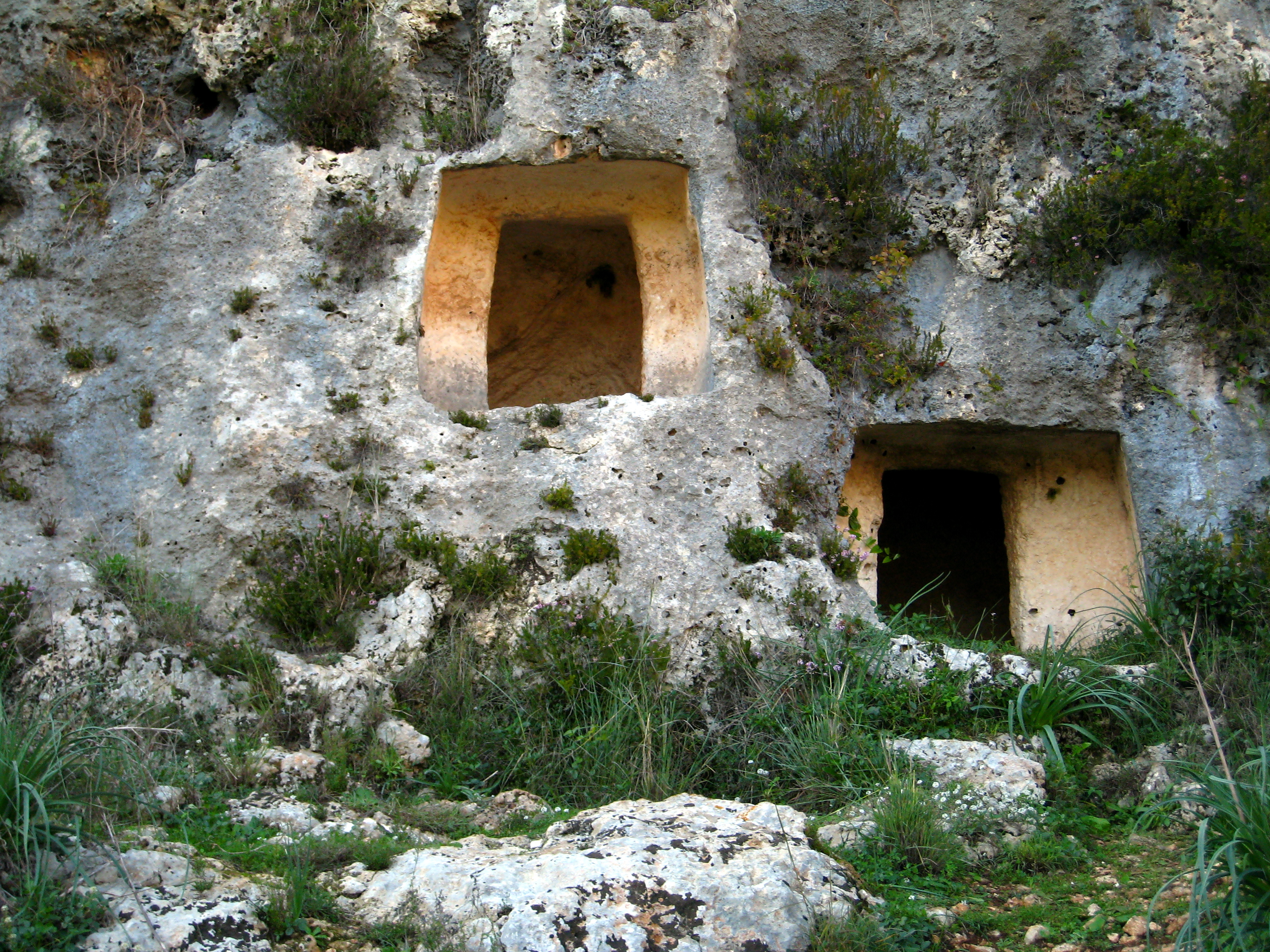
Nécropole
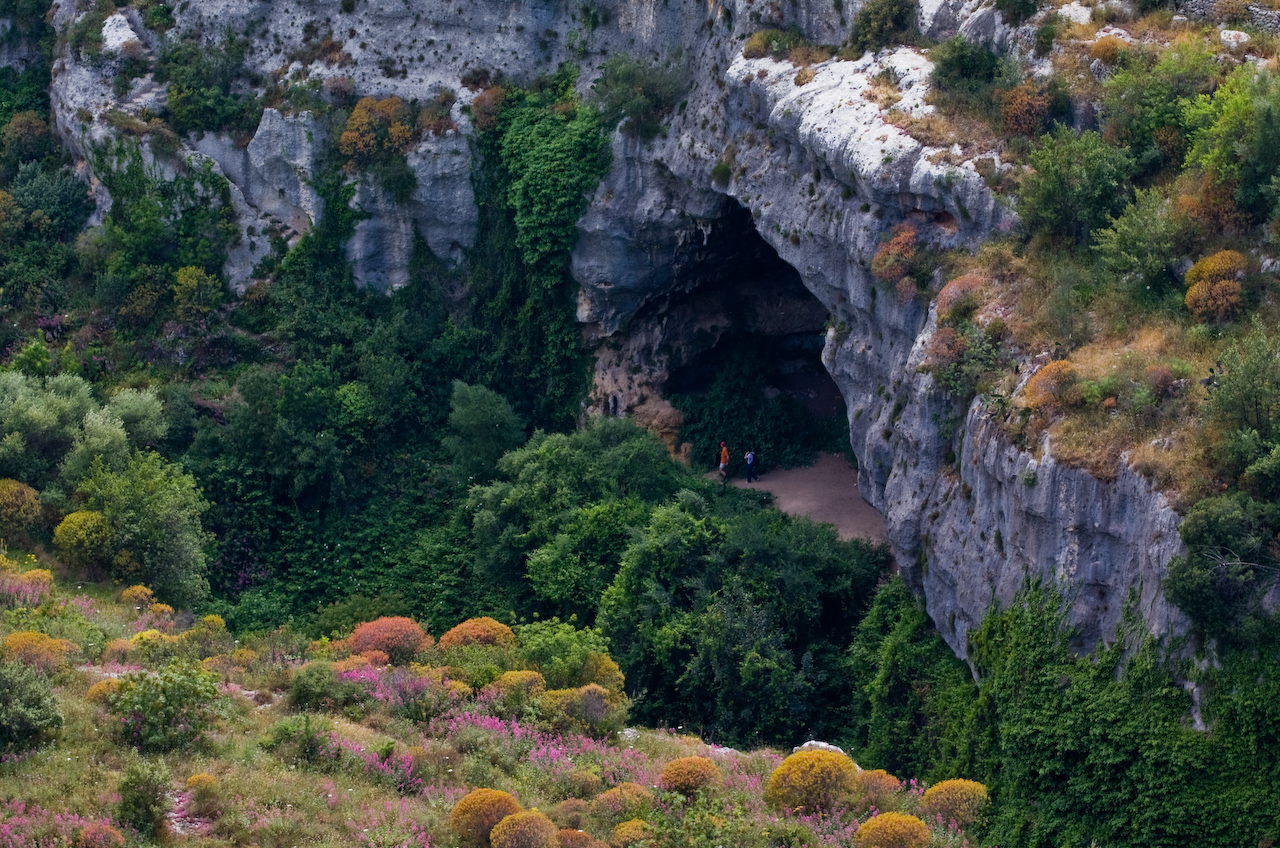
Grotte des Chauve-souris
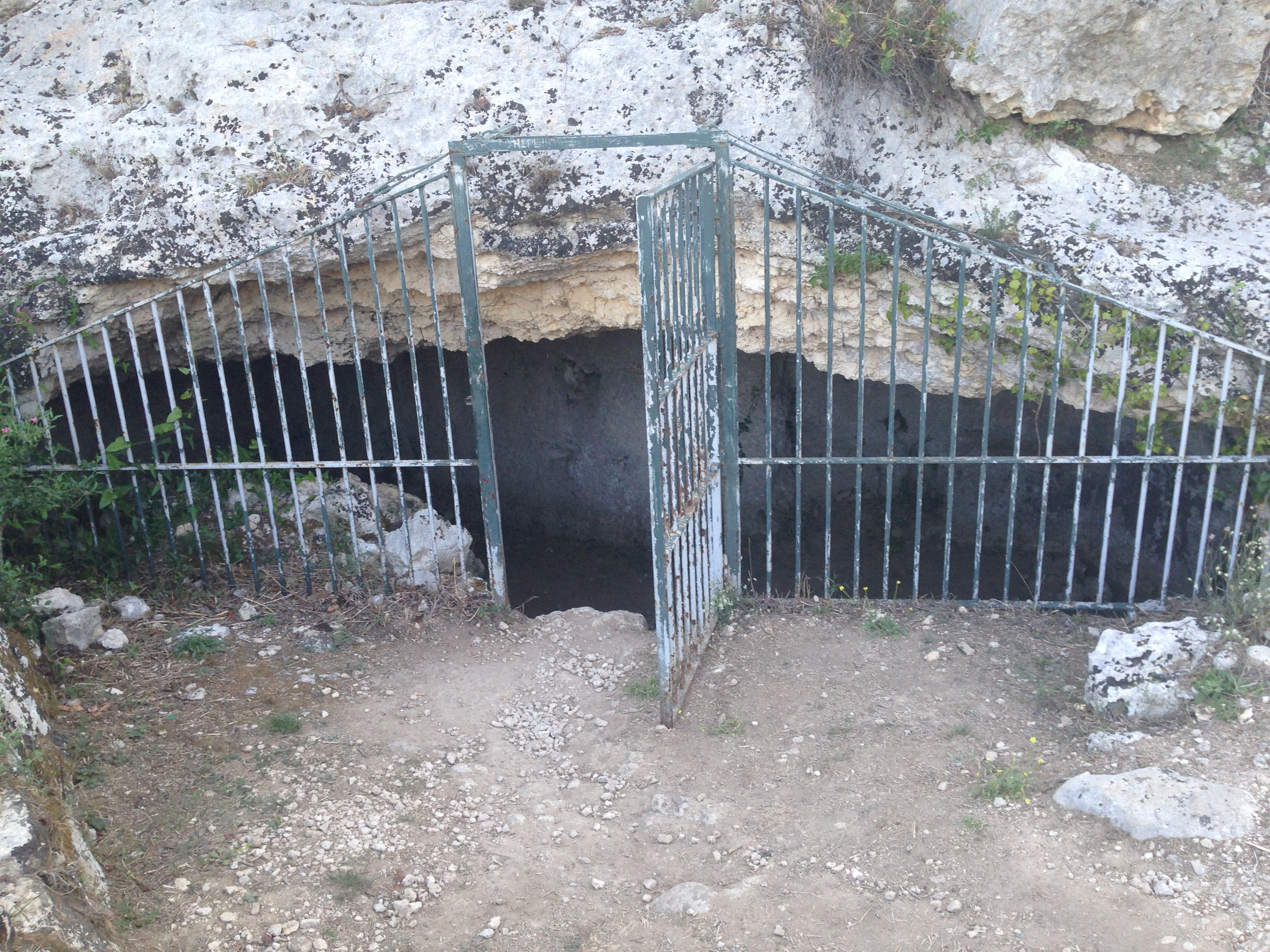
Église du Crucifix
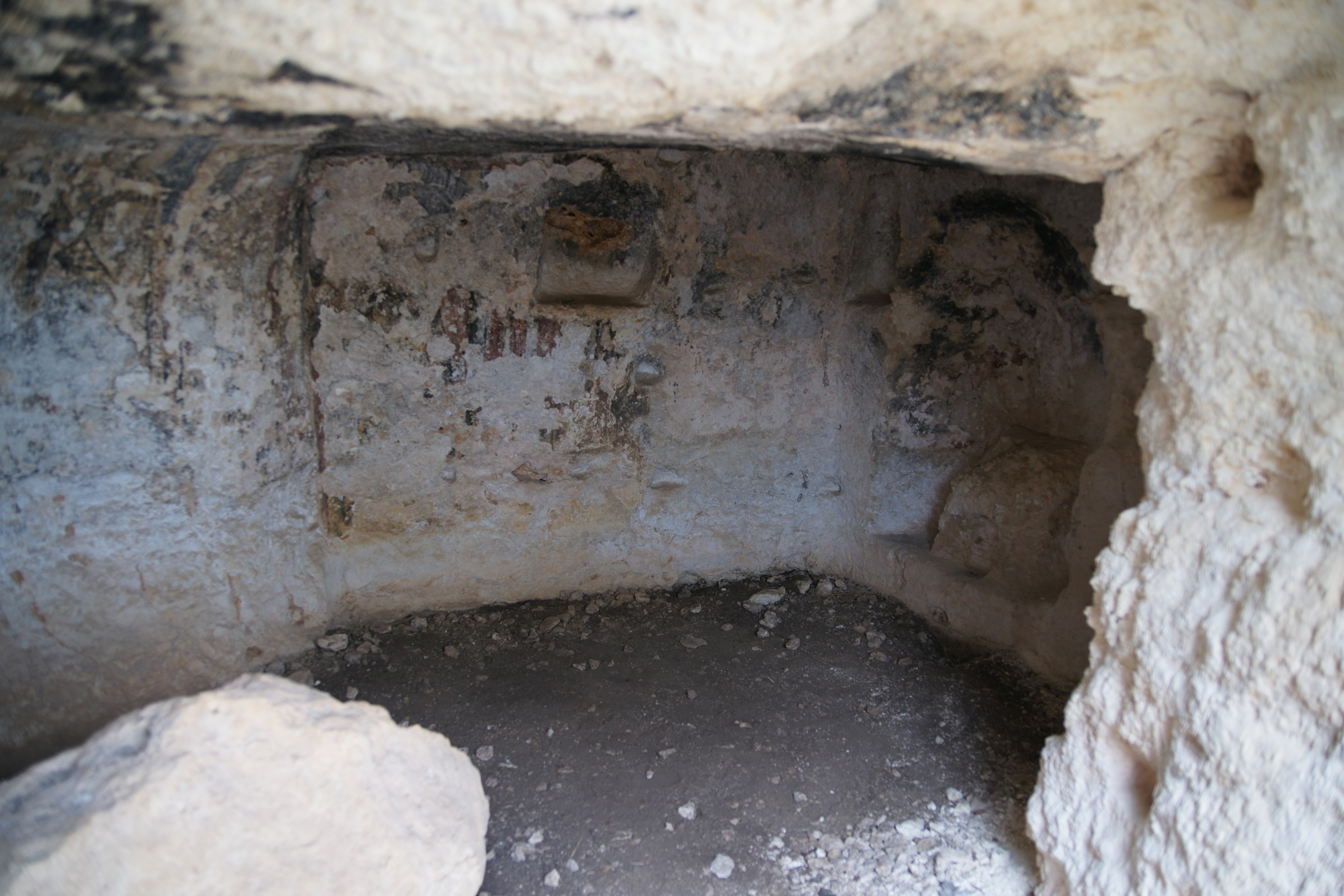
Église San-Nicolicchio
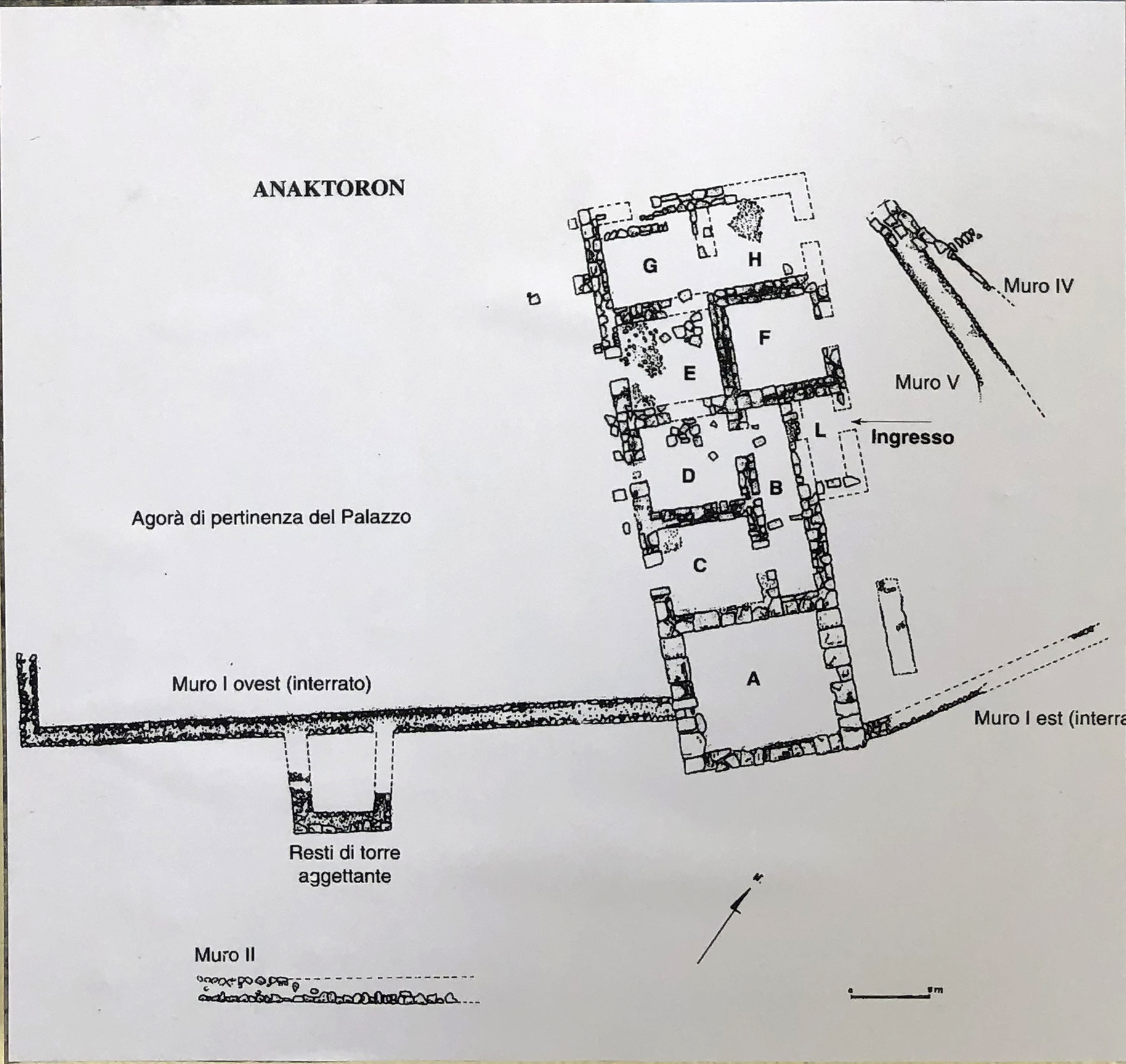
Plan de l'Anaktoron
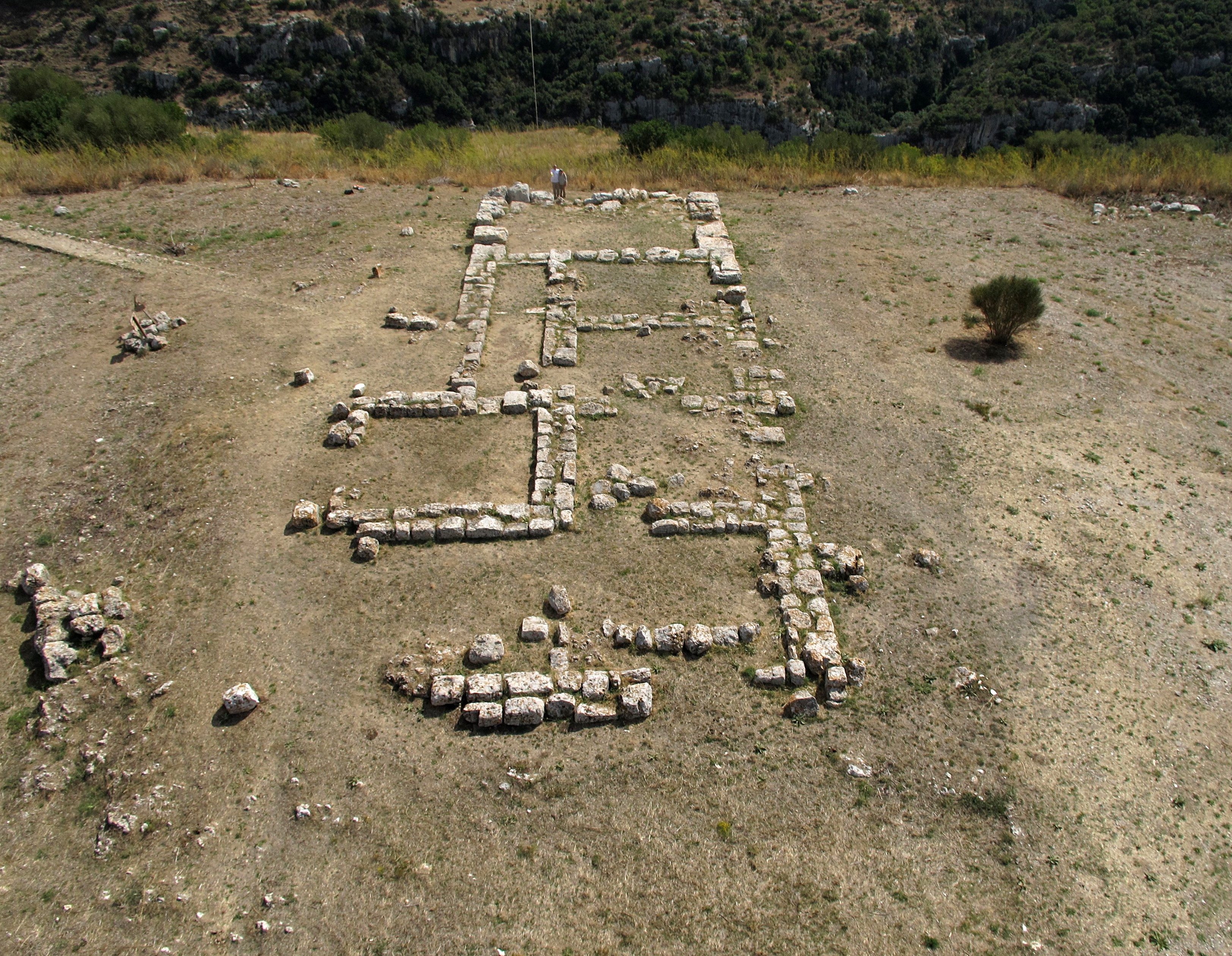
L'Anaktoron
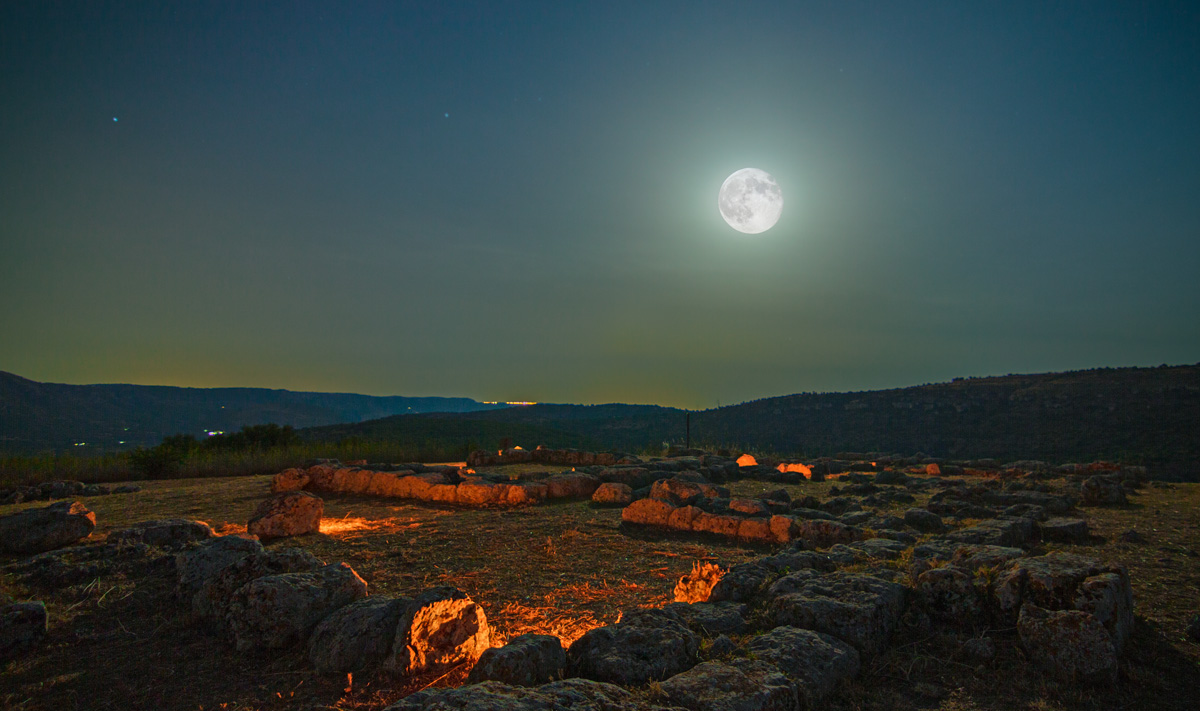
Anaktoron et pleine lune
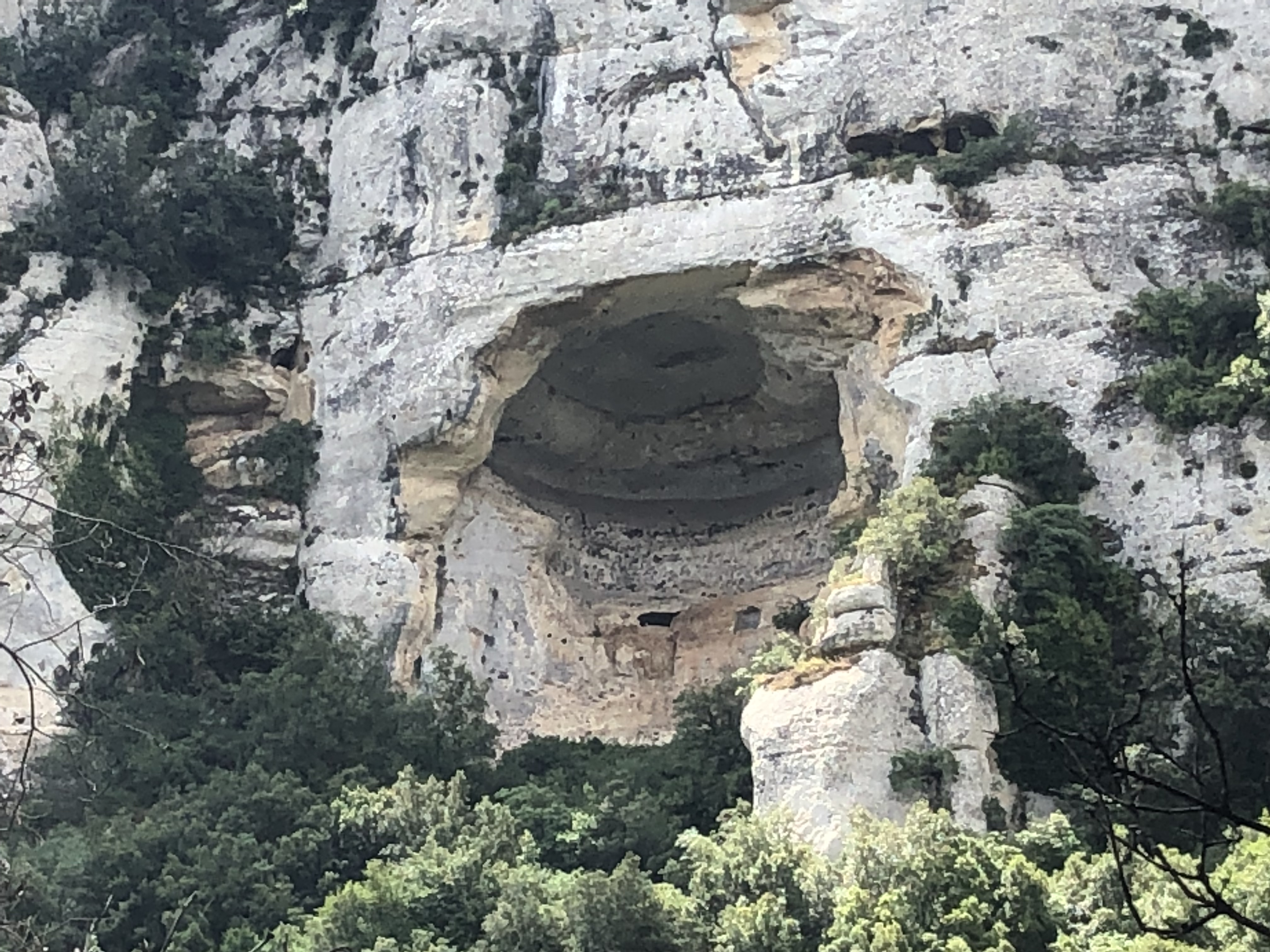
Grotte de l'Étoile
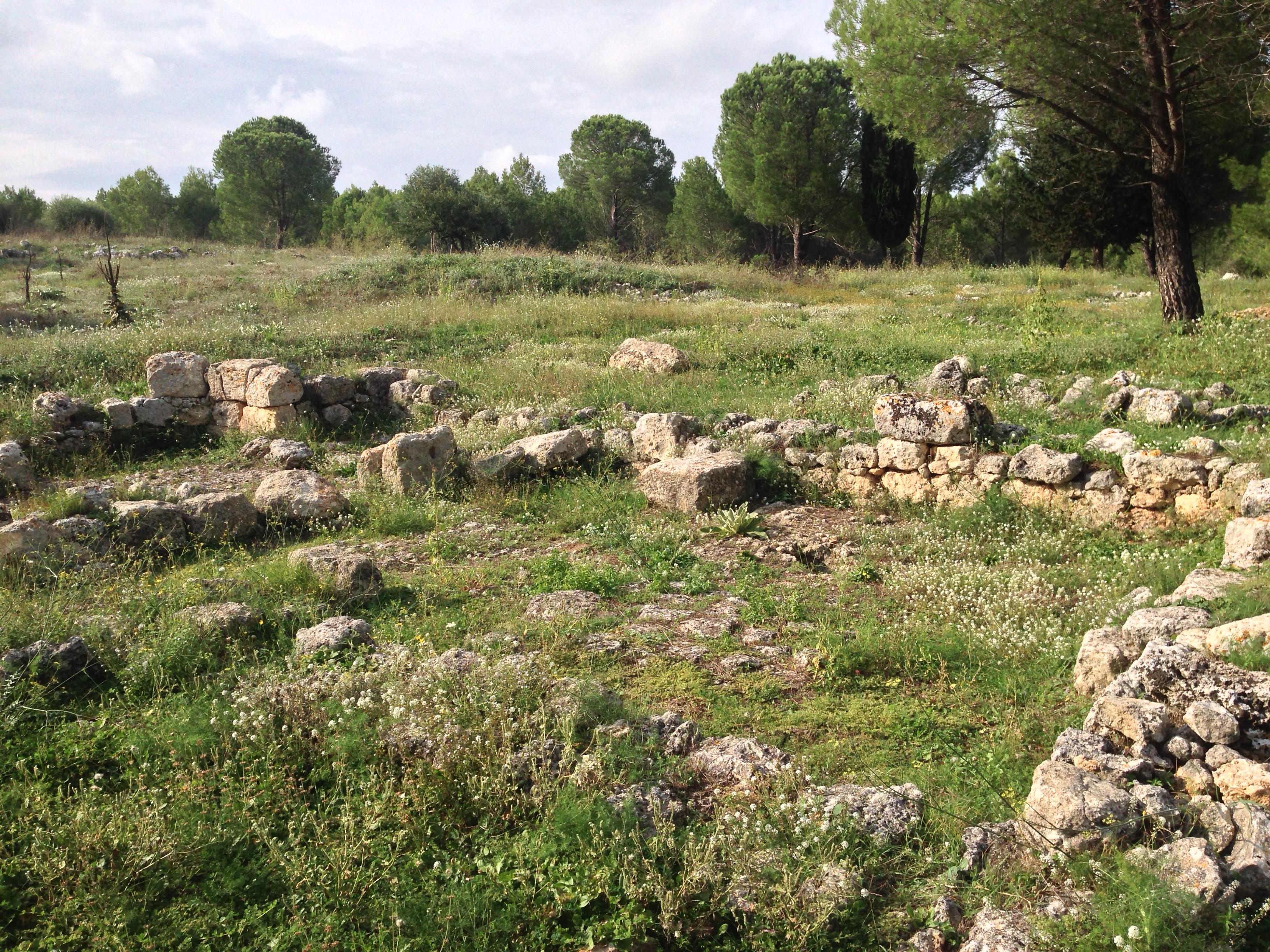
Vestiges d'église byzantine
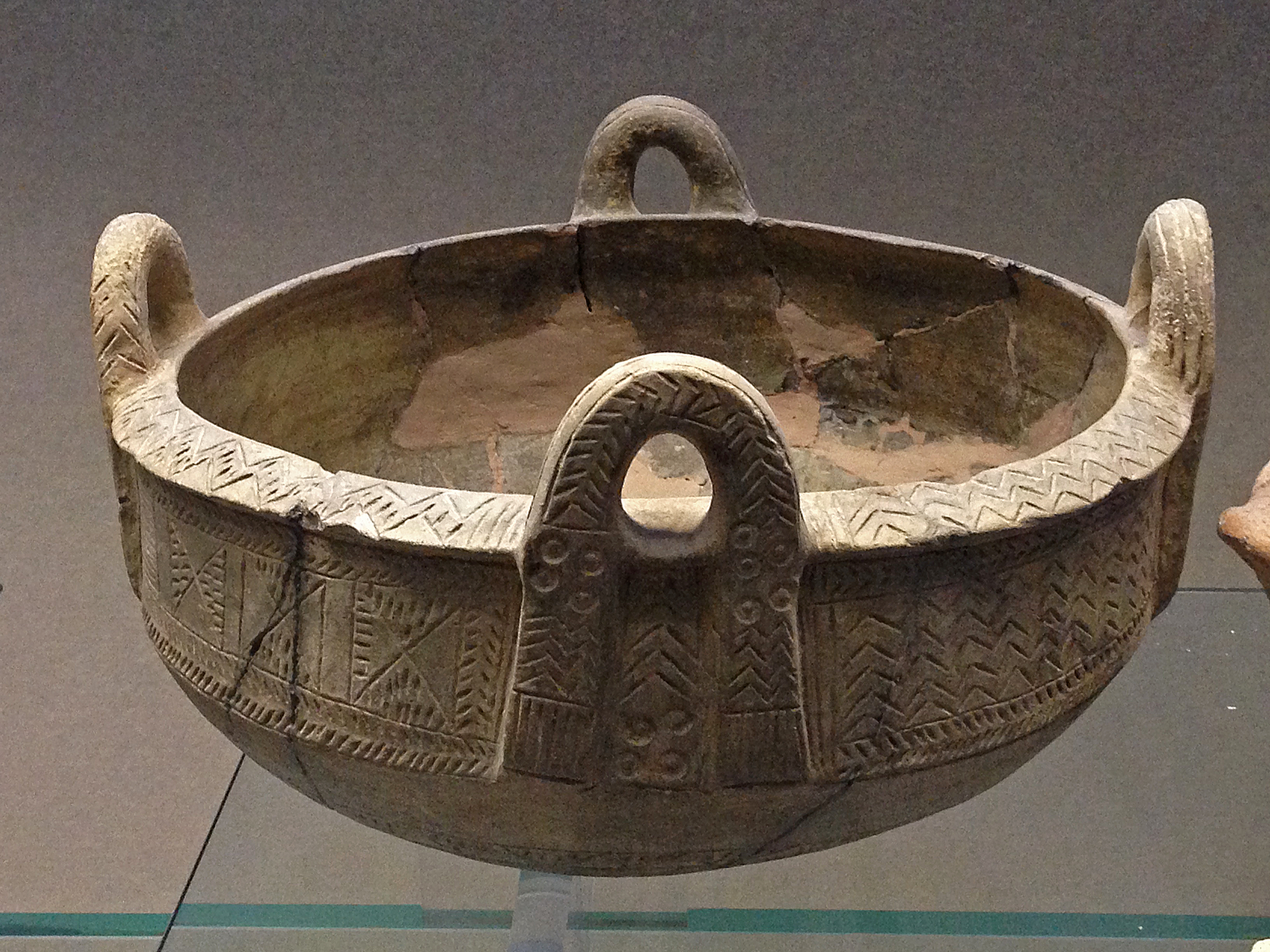
Gros bol à quatre anses
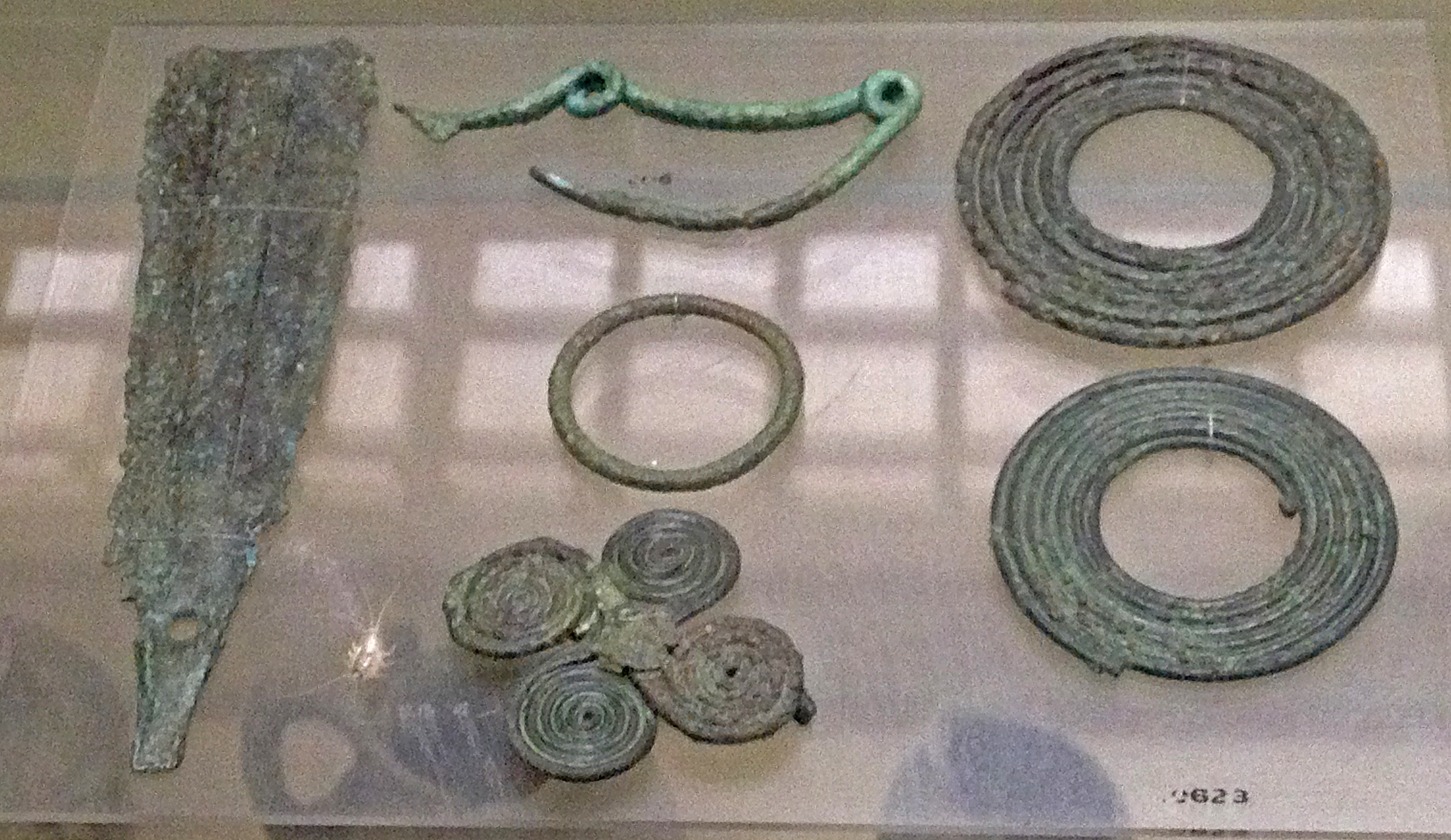
Trousseau funéraire